# Expedición Auxiliadora de Santa Cruz a Quito
La expedición de Santa Cruz a Quito o campaña de Quito fue una campaña militar emprendida por Andrés de Santa Cruz en la entonces provincia de Quito ordenada por José de San Martín con tropas peruanas, argentinas y chilenas para ayudar a Antonio José de Sucre a liberar la provincia de Quito del Imperio español.

## Antecedentes
La ciudad de Guayaquil se declaró independiente el 9 de octubre de 1820, siendo la primera provincia del Virreinato del Perú en hacerlo. Los patriotas conformaron  una Junta del Gobierno de Guayaquil presidida por el abogado José Joaquín de Olmedo, es así como el mismo 12 de octubre comisionan a uno de sus próceres más visibles el comerciante y capitán José de Villamil, junto al teniente coronel venezolano Miguel de Letamendi quienes parte el 14 de octubre en la goleta Alcance, para llevar la noticia a Lord Cochrane y al Capitán General de la Expedición Libertadora del Perú José de San Martín, pues ya se sabía de su desembarcado en las costas peruanas. 
Villamil encuentra a Cochrane en la bahía de Ancón, el 31 de octubre y al día siguiente se presenta ante San Martín, quién decide enviar a Guayaquil una comisión de emisarios formada por el Secretario de Guerra y Marina Tomás Guido y al general Toribio de Luzuriaga, Jefe de su Estado Mayor para viajar a Guayaquil y apoyar con la defensa y seguridad de la ciudad-puerto, arribando el 20 de noviembre. Para esto se firma el Pacto de Protección y Mutuo Auxilio de 11 artículos, a través del cual la Provincia de Guayaquil se pone bajo la protección del General en Jefe del Ejército Libertador del Perú y con ello su total sumisión militar, pero manteniendo su derecho a definir libremente luego de las guerras a integrarse al Estado que más le convenga, ya sea Perú o la Gran Colombia.
Los guayaquileños iniciaron una campaña con el objetivo de independizar en su totalidad la Provincia Libre de Guayaquil, obteniendo así una victoria en la Batalla de Camino Real, pero pronto se encontraron en una delicada situación militar luego de ser derrotados en la Primera Batalla de Huachi y en la Batalla de Tanizagua a inicios de enero de 1821.
Bolívar envió al general José Mires como adelantado a Guayaquil con el escuadrón grancolombino Guías en febrero de 1822. Posteriormente, a su mejor general, Antonio José de Sucre que llegaría el 6 de mayo de 1821 con unos 650 soldados colombianos transportados desde Panamá a los que sumó unos 1400 guayaquileños. Las instrucciones de Sucre eran: tomar el mando de las tropas que se encontraban en Guayaquil, asegurar la incorporación de la provincia a la Gran Colombia y preparar en conjunción con el Libertador las operaciones que habrían de liberar a Quito.
Sucre firmó un convenio entre el gobierno de Guayaquil y colocó a sus tropas en Samborondón y Babahoyo para bloquear la entrada a la provincia a los realistas. Antonio José de Sucre solicitó repetidamente en envío de ayuda a José de San Martín el 13 de mayo y el 12 de junio de 1821. Los realistas al mando del gobernador Melchor de Aymerich marchan al sur con 2000 hombres, mientras que el coronel realista González se dirigió desde Cuenca hacia Guayaquil amenazando las comunicaciones de Sucre quien se dirigía a combatir a Aymerich. Enterado Sucre del movimiento retrocedió para enfrentar a González y lo abatió el 19 de agosto en la Batalla de Yaguachi. Sucre y el ejército guayaquileño persiguieron a los realistas un largo trecho hacia el norte pero son derrotados en la Segunda batalla de Huachi, el 12 de septiembre de 1822, Mirés fue tomado prisionero, Sucre herido, es obligado a regresar a la costa en una precaria situación y firmar un armisticio entre los independentistas y los realistas el 18 de noviembre de 1821. Tras esa derrota se refugió en Guayaquil y sus fuerzas no pasaban de 1300 hombres, incluyendo el contingente de esa ciudad, lo cual era un número insuficiente para continuar la liberación de Quito. 
El 26 de septiembre Antonio José de Sucre reiteró el pedido de ayuda urgente, lo mismo que José Joaquín de Olmedo el 17 de septiembre, por lo que el Protector del Perú decidió recién destacar en ayuda a la nueva División del Perú comandada por el prefecto del Departamento de La Libertad, el general Juan Antonio Álvarez de Arenales, junto con experimentados escuadrones del Ejército Libertador del Perú (conformados por argentinos y chilenos). Arenales fue preparando las tropas desde la ciudad de Trujillo, declinando el mando, incluso luego de que Antonio José de Sucre ofreció ponerse bajo el mando de Arenales, por lo que para no demorar la ayuda, Andrés de Santa Cruz fue elegido para comandar la expedición militar. Estando ya las tropas en campaña, el 25 de enero de 1822 el ministro de Guerra del Perú, Tomás Guido, designó oficialmente a Juan Antonio Álvarez de Arenales como comandante de la expedición militar, pero éste declinó el mando nuevamente por causa de enfermedad, según adujo. El 19 de octubre Antonio José de Sucre solicitó la devolución del Batallón Numancia que se hallaba en Lima, pero José de San Martín no aceptó.
El 27 de diciembre de 1821 la expedición militar llegó desde Trujillo a Piura, hacia donde Antonio José de Sucre envió al coronel Tomás de Heres, exjefe del Numancia, para acordar con Andrés de Santa Cruz el lugar de reunión de ambas divisiones. En enero de 1822 se firmó en Piura un convenio entre Tomás de Heres y Andrés de Santa Cruz que puso a costas de la Gran Colombia las bajas y los sueldos de los expedicionarios. Las fuerzas peruanas, chilenas y argentinas de la expedición militar debían recibir el mismo sueldo que gozaban en el Perú. Concluida su misión, Tomás de Heres partió hacia Guayaquil el 8 de enero de 1822.

## La división del Perú
La división estaba formada por 1 622 hombres.
| Estado Mayor - Andrés de Santa Cruz, comandante en jefe Unidades y comandantes Infantería - Batallón N.º 2 Independiente de Trujillo, al mando del coronel Luis Urdaneta, semanas antes de la Batalla de Pichincha lo reemplazó el coronel Félix Olazábal - Batallón N.º 4 de Piura, al mando del coronel Francisco Villa Caballería - Escuadrón Cazadores a Caballo de Trujillo, al mando del coronel Antonio Sánchez - Escuadrón Cazadores a Caballo de Paita, también al mando del coronel Antonio Sánchez - Escuadrón del Regimiento de Granaderos a Caballo de los Andes de 96 jinetes, al mando del coronel Juan Lavalle. |

## La expedición militar

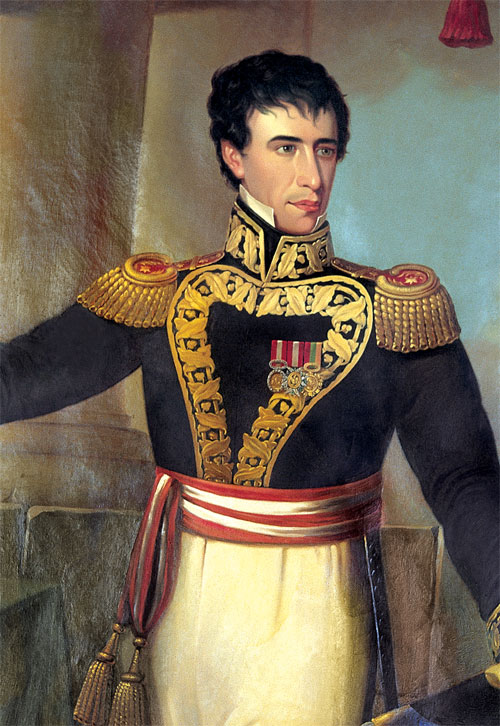
Andrés de Santa Cruz, comandante de la expedición militar.

La expedición partió de Piura el 15 de enero de 1822, pasaron por Tambogrande, por las cercanías de Yuscay, Las Lomas, Suyo y descansaron un día en La Tina el 19 de enero. El 20 de enero atravesaron el limítrofe río Macará penetrando en la provincia de Loja. Luego pasaron por los pueblos de Macará, Sabiengo, Cariamanga, Gonzanama y El Puente, entrando en la ciudad de Loja sin combatir, pues las fuerzas realistas la evacuaron. Después de descansar unos días, continuaron por Las Juntas y San Lucas para, de acuerdo a lo convenido, llegar la vanguardia al mando del teniente coronel Luis Urdaneta al pueblo de Saraguro el 9 de febrero, el mismo día que lo hicieron las tropas de Antonio José de Sucre, acampando allí. Estas habían partido de Guayaquil por barco el 22 de enero, desembarcaron en El Naranjal, tomaron Machala y avanzaron hacia Saraguro. Una vez reunidas las tropas del Perú con las tropas de la Gran Colombia, se conformó el Ejército Unido Libertador, que avanzó con Andrés de Santa Cruz a la vanguardia para llegar a Cuenca el 20 de febrero. Al día siguiente fue liberada esa ciudad al ser evacuada por el Ejército Real.
Dada la situación explosiva en Guayaquil, ciudad que Simón Bolívar pretendía anexar a la Gran Colombia, el Protectorado del Perú nombró al general José de La Mar, quién a su vez era el comandante militar de Guayaquil en reemplazo de Andrés de Santa Cruz y ordenó el repliegue de las tropas peruanas, chilenas y argentinas para defender Guayaquil si el gobierno de la ciudad decidía unirse al Perú. Antonio José de Sucre ordenó a Andrés de Santa Cruz que no obedeciera la orden de regreso, amenazando con el uso de la fuerza y se entrevistó con él el 2 de abril. Andrés de Santa Cruz convocó una junta de guerra entre los jefes, que decidió continuar la campaña para no traicionar la causa patriota. El 12 de marzo, sin embargo, José de San Martín ya había revocado la orden de retorno para evitar conflictos entre los independentistas.
El 21 de abril Juan Lavalle, comandante del regimiento de Caballería Granaderos a Caballo de los Andes, logró el triunfo en la batalla de Riobamba lo que permitió al día siguiente ocupar Riobamba, y luego también Ambato y Latacunga. El 24 de mayo de 1822, la expedición logró la victoria en la batalla de Pichincha. La Independencia de Quito se produjo al día siguiente con la capitulación del mariscal realista Melchor Aymerich.

## Retorno y balance
Al concluir la campaña militar las filas fueron reconstituidas con personal del país según lo acordado, mientras que la Provincia de Quito fue formalmente anexada a la Gran Colombia el 29 de mayo de 1822.
El 31 de mayo, luego de recibir reemplazos, Andrés de Santa Cruz pasó revista general en el cuartel general de Quito, estando constituidas las fuerzas por:
- Batallón N° 2: 30 oficiales, 712 soldados
- Batallón N° 4: 27 oficiales, 477 soldados
- Granaderos a Caballo: 8 oficiales, 123 soldados
- Cazadores: 16 oficiales, 292 soldados

Durante la campaña murieron 2 oficiales del Batallón Piura y un total de 89 soldados de todas las unidades. Los reemplazos recibidos fueron de 6 oficiales de otros cuerpos, 362 soldados realistas prisioneros y 6 desertores realistas.
Luego de la victoria de Pichincha, Bolívar entre a Quito el 16 de junio y la anexa a la Gran Colombia, por otro lado, demora el retorno de la División peruana inmovilizándola en las serranías de Quito. Bolívar entra a la Provincia Libre de Guayaquil en 11 de julio, con su ejército y depone a la Junta de Gobierno Guayaquileña ante su protesta. Recién, a partir de fines de junio de 1822, comenzaron a regresar los expedicionarios al Perú.
Olmedo pidió a San Martín que intermedie en el destino de Guayaquil cuando se dé la Entrevista de Guayaquil con Bolívar.
La participación de las fuerzas de la División del Perú de Santa Cruz, fueron protagonistas en asegurar la independencia de la Gran Colombia y su Provincia Sur, misma que ocho años más tarde, en 1830, se separaría para formar la república del Ecuador.

## Condecoraciones
EL SUPREMO DELEGADO.

He acordado y decreto:

(...)

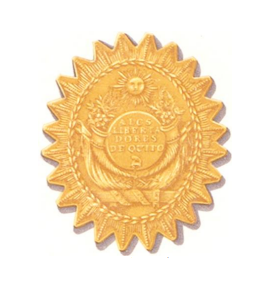
Medalla a los libertadores de Quito otorgada por el Estado peruano a los expedicionarios

2.° Todos los jefes, oficiales y tropa de la división del N. del Perú, que tuvieron parte en la importante jornada de Pichincha, que dio la libertad de Quito, llevarán pendiente del cuello una medalla orlada de laurel con la inscripción siguiente en el centro del anverso: A los libertadores de Quito: en el reverso: La Patria agradecida; y en la base de ambos lados, los trofeos militares que sean mas alusivos á las armas de Colombia; del Perú, y las provincias argentinas.

3.° Los jefes y oficiales de que trata el artículo anterior, usarán la medalla de oro, pendiente de una cinta de seda tejida de color encarnado; con la diferencia, que el lazo de que penda la medalla, será de color blanco para los primeros, y encarnada para los segundos.

(...)
Condecoraciones otorgadas a los expedicionarios por el Gobierno del Perú el 1 de julio de 1822

Animado el Gobierno de Colombia de la mas justa gratitud hácia los jefes, oficiales y tropa del ejército del Perú, que han traído sus armas vencedoras por orden de S. E. el Protector del Perú, á contribuir á la libertad del sur de Colombia; he venido en decretar, en virtud de las facultades extraordinarias que me concede el Congreso General, las siguientes recompensas á tan beneméritos militares.

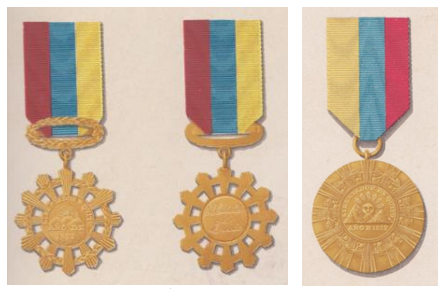
Medalla otorgada por Simón Bolívar a los expedicionarios

Art. 1.° La División del Perú, á las órdenes del señor coronel D. Andrés Santa Cruz, es benemérita de Colombia en grado eminente.

Art. 2.° El señor coronel D. Andrés Santa Cruz, gozará en Colombia del empleo de General de Brigada, siempre que el Gobierno del Perú se sirva concederle la gracia del goce de este empleo.

Art. 3.° Los demas jefes y oficiales de la División del Perú, se recomiendan á su Gobierno, para que atienda á los méritos y servicios que han contraído en la presente campaña.

Art. 4.° El coronel D. Andrés Santa Cruz, jefes, oficiales y tropa de la División del Perú, llevarán al pecho una medalla de oro, los oficiales y jefes; y de plata, de sargento abajo, con la siguiente inscripción: Libertador de Quito en Pichincha: por el reverso: Gratitud de Colombia a la División del Perú. La medalla irá pendiente de un cordón ó cinta tricolor con los colores de Colombia.

Art. 5.° El Gobierno de Colombia se reconoce deudor á la División del Perú de una gran parte de la victoria de Pichincha.

Art. 6.° Los individuos de la División del Perú á las órdenes del coronel Santa Cruz, serán todos reconocidos en Colombia como ciudadanos beneméritos. El primer escuadrón de Granaderos montados del Perú, llevará el sobre-nombre de Granaderos de Riobamba, si el Gobierno del Perú se digna confirmarle este sobre-nombre glorioso.

Dado, firmado de mi mano, sellado con el sello de la República, y refrendado por mi Secretario General en el Cuartel General Libertador de Quito á 18 de Junio de 1822.

Simon Bolívar.
Condecoraciones otorgadas a los expedicionarios por Simón Bolívar